# NGC 6186
NGC 6186 ist eine 13,1 mag helle Balken-Spiralgalaxie vom Hubble-Typ SBa im Sternbild Herkules. Sie ist schätzungsweise 134 Millionen Lichtjahre von der Milchstraße entfernt und hat einen Durchmesser von etwa 60.000 Lj.
Das Objekt wurde am 28. April 1788 von Wilhelm Herschel mit einem 18,7-Zoll-Spiegelteleskop entdeckt, der sie dabei mit „eF, vS, E“ beschrieb.